# مرا (رود)
مرا (به انگلیسی: Mera) رود‌ای به‌طول ۵۰ کیلومتر است که در سوئیس جریان دارد.